# Fugazi (album)
Pour les articles homonymes, voir Fugazi (homonymie).
Albums de Marillion
Script For A Jester's Tear
(1983) Real to Reel
(1984)
Singles
1. Punch and Judy
Sortie : 30 janvier 1984
2. Assassing
Sortie : 30 avril 1984

Fugazi est le deuxième album studio du groupe britannique de rock néo-progressif Marillion, originellement sorti en 1984 et distribué par EMI et Capitol Records. Une version remasterisée, contenant les faces B des singles issus de l'album ainsi que des démos, est également sortie en 1998. L'album fut enregistré dans des circonstances difficiles, le groupe n'arrivant pas dans un premier temps à pallier le départ du batteur Mick Pointer, parti l'année précédente, finalement remplacé par Ian Mosley. Fugazi atteignit la 5e place du UK Albums Chart, y restant pendant 20 semaines d'affilée et les singles Assassing et Punch And Judy atteignirent respectivement les 22e et 29e positions dans le UK Top 40 singles.

## Enregistrement et production
Après la sortie du premier album, Script for a Jester's Tear, le batteur Mick Pointer quitte le groupe fin 1983. Son remplacement va alors être un véritable calvaire pour Marillion. Le groupe engage tout d'abord Andy Ward, ex-batteur de Camel, lors d'une session aux Nomis Studios, sans véritable audition, sa renommée étant jugée suffisante. Marillion part alors pour sa première tournée aux États-Unis, mais Ward, souffrant d'alcoolisme, tombe subitement en dépression nerveuse et oblige le groupe à annuler ses concerts. Son successeur, John Martyr, participe à quelques représentations mais ne parvient pas à être accepté par les autres membres du groupe. De retour en Angleterre, Marillion auditionne un jeune batteur inconnu, Jonathan Mover, et l'engage immédiatement. Cependant, Fish et lui n'arrivent pas à s'entendre, retardant l'écriture de Fugazi, jusqu'à ce que le chanteur écossais prévienne qu'il quittera le groupe si Mover y reste. Les musiciens choisissent très rapidement et rencontrent un autre batteur, Ian Mosley, immédiatement engagé, après une audition "presque inutile" selon Fish.
Dès l'été 1983, le groupe se penche sur le nouvel album, en choisissant de reprendre des morceaux non-inclus dans Script for a Jester's Tear, et s'enferme aux Manor Studios pour l'écriture complète de l'album, puis aux studios Maison Rouge pour l'enregistrement et le mixage. Les premières sessions sont assez laborieuses, car Ian Mosley doit d'abord s'approprier le répertoire du groupe, et l'enregistrement de l'album prend alors un sérieux retard. Nick Tauber, le producteur, émet alors des doutes quant aux capacités du groupe à terminer l'album. EMI, afin d'accélérer la sortie de l'album, choisit d'engager un deuxième producteur, Simon Hanhart, pour le mixage et le montage final de l'album, et l'autorise à utiliser le matériel des Studios Abbey Road pour son travail. Marillion reprend alors She Chameleon, une composition datant de 1981, et Punch And Judy, écrite avec Jonathan Mover, puis passe rapidement à de nouvelles compositions, immédiatement enregistrées de façon instrumentale, car Fish préfère enregistrer les chants à part. Incubus est la dernière chanson à être enregistrée, aux studios Eel Pie, et l'album est alors prêt après un an de travail, qui aura tout de même coûté près de 1 000 $ de frais au groupe par jour.
Punch and Judy, premier single extrait de l'album, sort en janvier 1984 tandis que le groupe entame une tournée promotionnelle, un mois avant la sortie de l'album. Fugazi sort finalement le 12 mars 1984, et un deuxième single, Assassing le suivra en avril 1984. Une version remasterisée par Peter Mew et Mark Kelly sortira en 1998.

## Musique
Pour le journaliste John Franck, Fugazi « reste dans la continuité de Script for a Jester's Tear. Mais, malgré de meilleurs arrangements, il manque de sens et de cohésion par rapport à son prédécesseur ». Christopher Currie voit au contraire « Fugazi […] comme un des meilleurs albums que le groupe ait réalisé dans ses premières années ».

## Textes

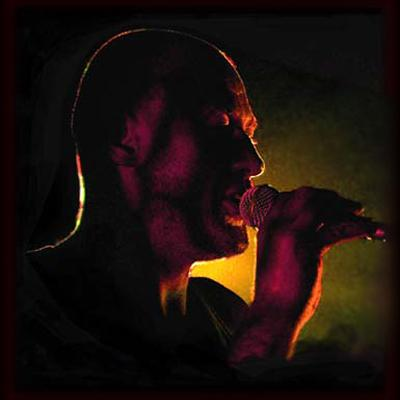
Le chanteur et parolier du groupe, William Derek Dick, alias Fish.

Comme pour Script For A Jester's Tear, les paroles de Fugazi sont d'une très grande richesse, qualité et complexité. Fish, qui signe ici l'ensemble des textes, déclare à propos de l'album que « si Script For A Jester's Tear avait pour thème l'individualité, Fugazi a en revanche pour propos la relation entre deux personnes » 
Assassing, titre issu d'un jeu de mots entre "Assassin" et "Sing" ("chanter" en anglais) reste une chanson très controversée, car elle renverrait à un ancien membre du groupe, sans doute Mick Pointer, sur le thème récurrent de l'assassinat ou encore à une critique de l'industrie musicale de l'époque. Punch And Judy, le premier single de l'album, « raconte la sordide histoire de deux personnes se croyant amoureuses l'une de l'autre et finalement piégées dans la monotonie de la vie quotidienne ». Jigsaw, où Fish considère son texte comme le plus complexe qu'il ait écrit, fait l'apologie de « tous les jeux que nous jouons dans une relation et tous les secrets que nous gardons jusqu'à ce que nous soyons prêt à les révéler ».
Pour Emerald Lies, où Fish s'inspire d'une récente rupture, c'est le thème de la jalousie qui prédomine, tandis qu'Incubus, faisant référence aux incubes, est la peinture d'un homme paranoïaque, craignant à chaque instant d'être trompé. She Chameleon est inspiré par le "phénomène groupie", que le groupe rencontre dès 1983, et, selon Fish, par un long trip sous acide, en compagnie de Julian Cope. Enfin, pour Fugazi, le chanteur écossais affirme que celle-ci lui a été inspiré lors d'un trajet sur la Piccadilly line à Londres. Il y aborde plusieurs thèmes, faisant référence aux problèmes de sociétés de l'époque, qu'ils soit d'ordre personnel (l'alcoolisme, la folie ou encore l'isolement), ou bien d'ordre public (l'exode vietnamien, le néo-nazisme ou les problèmes engendrés par le racisme en général), sur un ton très polémique. Fish se demande d'ailleurs à la fin du morceau « Where are the prophets, where are the visionaries ?/ Where are the poets ? » (Où sont les prophètes, où sont les visionnaires/ Où sont les poètes), et souligne la folie du monde dans laquelle nous vivons (« This world is totally fugazi »).

## Artwork
Comme pour l'intégralité des albums de Marillion de 1982 à 1988, l'artwork de Fugazi a été dessiné par l'anglais Mark Wilkinson, sous la direction de Fish, qu'il décrivit lui-même comme «le parfait trip à l'acide».
Comme sur le premier album, on y distingue le Jester, personnage cher à Fish, allongé à demi-nu sur un lit. Pour Fish, il s'agit du «niveau suivant du Jester» après Script For A Jester's Tear, représentant «le cliché du musicien en tournée, sorte de despote au milieu d'un chambre d'hôtel en bordel», dans le style «La Mort de Marat» pour Mark Wilkinson, apportant alors «une touche de chagrin à la scène».
On y retrouve également de nombreuses références, que Mark Wilkinson qualifie de «symbolisme à gogo de la part de Fish». Le caméléon serait une référence à la chanson She Chameleon, la marionnette une référence au morceau Punch And Judy (l'équivalent anglais de Guignol), le puzzle une référence au morceau Jigsaw ("puzzle" en anglais). On distingue également sur le sol un vinyle du single Punch And Judy ainsi qu'une référence aux Beatles à travers la pie.
Dominique Dupuis a inclus la pochette de Fugazi dans son livre Progressive Rock Vinyls, sorti en 2009, la considérant comme une des plus belles pochettes du rock progressif des années 1980. Cependant la version remasterisée de 1998 a quelque peu diminué l'impact de la pochette, en l'entourant d'une bande bleue, alors qu'à l'ère du vinyle, en dépliant les deux parties de la pochette, on pouvait découvrir ainsi l'ensemble de l'artwork original de Wilkinson.

## Réception
Si « Fugazi n'est certainement le meilleur album que Marillion ait réalisé » , il remporte un succès plus important que son prédécesseur, se classant à la 5e place des charts anglais et à la 23e place des charts suédois . Cependant, sur la durée, il reste l'album le moins vendu de Marillion période Fish après Clutching at Straws, mais est tout de même disque d'or depuis le 9 juillet 1985. Les chansons Punch And Judy et Assassing, sortis en single, deviennent rapidement des classiques du groupe, et la dernière ouvrira d'ailleurs la plupart des concerts du groupe jusqu'en 1987. Si le groupe ne connaît encore qu'un succès limité, sa notoriété va littéralement exploser avec l'album live Real to Reel
, sorti la même année, qui reprend 3 morceaux issus de Fugazi
.
Le riff d'Assassing figure sur la compilation Legendary Guitar, qui rassemble les plus grands riffs de guitare du rock
. Enfin, Dominique Dupuis considère Fugazi comme un album majeur du rock progressif des années 1980, bien qu'il reste également assez apprécié des amateurs de hard rock, d'où une chronique positive de l'album dans le magazine Kerrang! en 1984.

## Liste des titres
- Tous les titres sont signés par Fish, Mark Kelly, Steve Rothery et Pete Trewavas sauf indications

### Version originale
| 1. | Assassing      |                                                | 7:02 |
| 2. | Punch And Judy | Fish, Kelly, Rothery, Trewavas, Jonathan Mover | 3:21 |
| 3. | Jigsaw         |                                                | 6:49 |
| 4. | Emerald Lies   | Fish, Kelly, Rothery, Trewavas, Ian Mosley     | 5:08 |

| 5. | She Chameleon |                                        | 6:52 |
| 6. | Incubus       | Fish, Kelly, Rothery, Trewavas, Mosley | 8:30 |
| 7. | Fugazi        | Fish, Kelly, Rothery, Trewavas, Mosley | 8:12 |

### Version remastérisée de 1998
| 1. | Assassing      |                                        | 7:02 |
| 2. | Punch And Judy | Fish, Kelly, Rothery, Trewavas, Mover  | 3:21 |
| 3. | Jigsaw         |                                        | 6:49 |
| 4. | Emerald Lies   | Fish, Kelly, Rothery, Trewavas, Mosley | 5:08 |
| 5. | She Chameleon  |                                        | 6:52 |
| 6. | Incubus        | Fish, Kelly, Rothery, Trewavas, Mosley | 8:30 |
| 7. | Fugazi         | Fish, Kelly, Rothery, Trewavas, Mosley | 8:12 |

| 1. | Cinderella Search                                        | Fish, Kelly, Rothery, Trewavas, Mosley                    | 5:31 |
| 2. | Assassing (version alternative)                          |                                                           | 7:40 |
| 3. | Three Boats Down From The Candy (réengistrement de 1984) | Fish, Kelly, Rothery, Trewavas, Mick Pointer, Diz Minnett | 4:00 |
| 4. | Punch And Judy (Démo)                                    | Fish, Kelly, Rothery, Trewavas, Mover                     | 3:50 |
| 5. | She Chameleon (Démo)                                     |                                                           | 6:34 |
| 6. | Emerald Lies (Démo)                                      | Fish, Kelly, Rothery, Trewavas, Mosley                    | 5:32 |
| 7. | Incubus (Demo) (Démo)                                    |                                                           | 8:09 |

## Musiciens
- Fish - chant , textes
- Steve Rothery - guitare
- Pete Trewavas - basse
- Mark Kelly - claviers
- Ian Mosley - batterie

### Musicien additionnel
- Linda Pink - chœur sur Incubus

## Production
- Nick Tauber - production
- Simon Hanhart - montage, mixage
- Mark Wilkinson - artwork

## Charts et certifications
| Pays         | Durée du classement | Meilleur classement |
| ------------ | ------------------- | ------------------- |
| Allemagne    | 12 semaines         | 4e                  |
| Belgique (W) | 3 semaines          | 31e                 |
| Belgique (V) | 1 semaine           | 71e                 |
| Canada       | 8 semaines          | 71e                 |
| Espagne      | 1 semaine           | 58e                 |
| Pays-Bas     | 5 semaines          | 14e                 |
| Royaume-Uni  | 20 semaines         | 5e                  |
| Suède        | 4 semaines          | 23e                 |
| Suisse       | 1 semaine           | 13e                 |

| Pays        | Certification | Ventes   | Date       |
| ----------- | ------------- | -------- | ---------- |
| Royaume-Uni | Argent        | 60 000 + | 16/03/1984 |
| Royaume-Uni | Or            | 100 000+ | 09/07/1985 |

Charts singles
| Année | Single           | Chart            | Durée du classement | Position |
| ----- | ---------------- | ---------------- | ------------------- | -------- |
| 1984  | "Punch and Judy" | UK Singles Chart | 4 semaines          | 29e      |
| 1984  | "Assassing"      | UK Singles Chart | 5 semaines          | 22e      |